# Kuala Mulya
Kuala Mulya is een bestuurslaag in het regentschap Indragiri Hulu van de provincie Riau, Indonesië. Kuala Mulya telt 1563 inwoners (volkstelling 2010).